# Кубок Шнейдера
Ку́бок Шне́йдера (фр. Coupe d'Aviation Maritime Jacques Schneider) інколи, також, Приз Шне́йдера (фр. La trophée Schneider) — перехідний приз, заснований у 1911 році сином відомого французького військовика і промисловця й авіатором-аматором Жаком Шнейдером (фр. Jacques Schneider) для переможців міжнародних змагань гідролітаків на швидкість польоту, котрий віддавав перевагу гідропланам перед звичайними літаками, так як вважав, що їм належить майбутнє. Змагання проводились у періоди 1913—1914 і 1920—1931 років.
Перегони на Кубок Шнейдера викликали великий інтерес публіки, сприяли популяризації авіації, справили значний вплив на розвиток швидкісних літаків, напрям конструкторської думки і прогрес авіаційних технологій.

## Регламент змагань
У кожному сезоні проводилася лише одна гонка, що складалася з одного кола трикутним маршрутом завдовжки 280 км (пізніше — 350 км). Національна команда (аероклуб) могла висувати до трьох екіпажів. У 1921-му технічний регламент був доповнений вимогою: гідролітак повинен протриматися на воді протягом мінімум шести годин після посадки. У 1927 було оголошено, що змагання будуть проводитись не щорічно, а раз на два роки; два останні перегони відбулися у 1929 та 1931.
Початковий призовий фонд становив лише близько тисячі фунтів стерлінгів; національній команді (аероклубу), яка виграла три гонки протягом п'яти сезонів, належала особлива винагорода (75000 франків).

## Історія перегонів

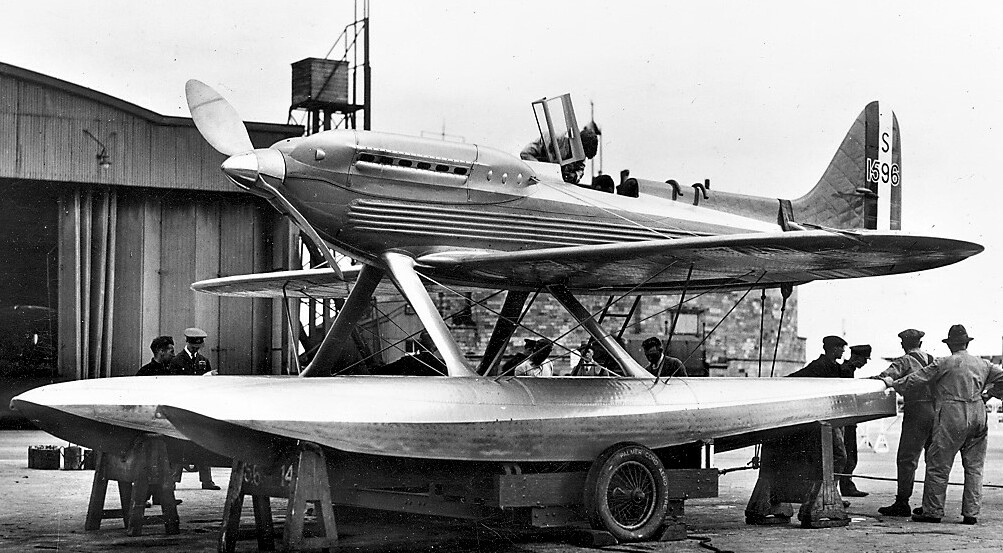
Supermarine S.6B — переможець останніх перегонів

Жак Шнейдер, який сподівався, що за гідролітаками — майбутнє, був розчарований «відсталістю» гідролітаків початку 1910-х років, і запропонував ідею перегонів у розрахунку на те, що вони підстьобнуть технічний прогрес у морській авіації. У середині 1920-х років гідролітаки, побудовані Реджинальдом Мітчеллом (компанія Supermarine) і Гленном Кертіссом для перегонів на кубок, змагались за рекорд швидкості нарівні з колісними перегоновими літаками.
Supermarine S6B, переможець останніх змагань на Кубок 1931 року, володів абсолютним рекордом швидкості, 655,8 км/год, з 1931 до 1933. Перегоновий Macchi M.C. 72 через технічні проблеми не брав участі у Кубку 1931 року, але у 1933 і 1934 встановив два абсолютних рекорди швидкості; другий з них, 709,0 км/год, протримався до 1939 року, поступившись першістю Heinkel He 100, що досягнув 746 км/год. Рекорд Macchi, ймовірно, назавжди залишиться найвищим досягненням гідролітака з поршневим двигуном й повітряним гвинтом.
| Рік  | Місце проведення             | Переможець                        | Національність  | Пілот                | Швидкість, км/год | Примітки                               |
| 1913 | Монако                       | Deperdussin Monocoque, 160 к.с.   | Франція         | Моріс Прево          | 73,56             |                                        |
| 1914 | Монако                       | Sopwith Tabloid, 100 к.с.         | Велика Британія | Говард Пікстон       | 139,74            |                                        |
| 1919 | Борнмут, Велика Британія     | —                                 | —               | —                    | —                 | Переможця дискваліфіковано             |
| 1920 | Венеція, Італія              | Savoia S.12, 550 к.с.             | Італія          | Luigi Bologna        | 172,6             | У перегонах брали участь лише італійці |
| 1921 | Венеція, Італія              | Macchi M.7bis, 250 к.с.           | Італія          | Джованні ді Бриганті | 189,66            | У перегонах брали участь лише італійці |
| 1922 | Неаполь, Італія              | Supermarine Sea Lion II, 450 к.с. | Велика Британія | Генрі Баярд          | 234,51            |                                        |
| 1923 | Острів Вайт, Велика Британія | Curtiss CR-3, 465 к.с.            | США             | Девід Ріттенхаус     | 285,29            |                                        |
| 1925 | Балтимор, США                | Curtiss R3C-2, 610 к.с.           | США             | Джиммі Дулітл        | 374,28            |                                        |
| 1926 | Гемптон-Роудс, США           | Macchi M.39, 800 к.с.             | Італія          | Маріо Бернарді       | 396,69            |                                        |
| 1927 | Венеція, Італія              | Supermarine S.5, 875 к.с.         | Велика Британія | Сідні Вебстер        | 453,28            |                                        |
| 1929 | Келшот Спіт, Велика Британія | Supermarine S.6, 1900 к.с.        | Велика Британія | Річард Вагхорн       | 528,89            |                                        |
| 1931 | Келшот Спіт, Велика Британія | Supermarine S.6B, 2350 к.с.       | Велика Британія | Джон Бутман          | 547,31            |                                        |